# أمريكا اللاتينية خلال الحرب العالمية الثانية

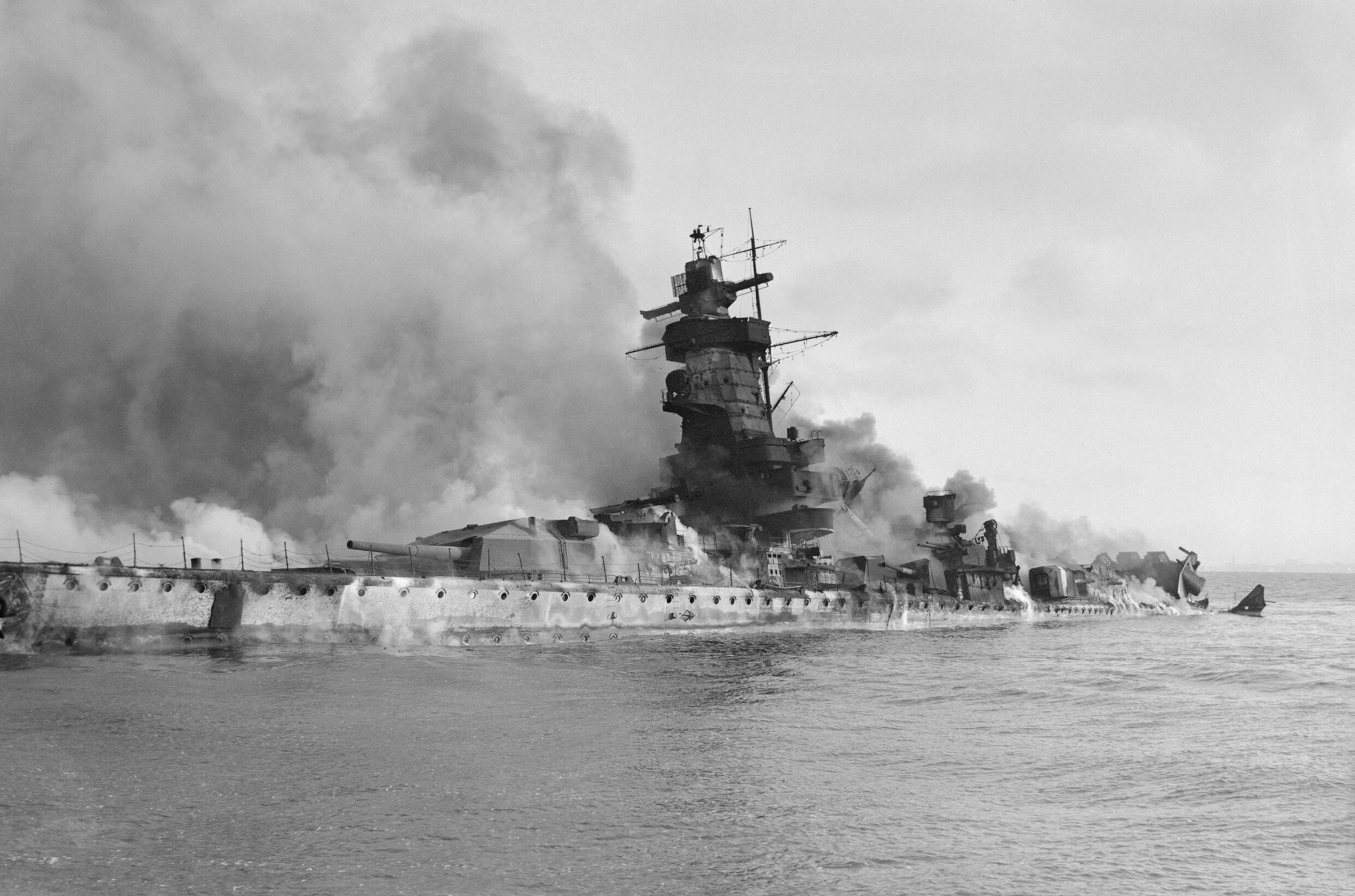

تاريخ أمريكا اللاتينية خلال الحرب العالمية الثانية مهمٌ جدًا بسبب التغيرات المؤثرة على الأصعدة الاقتصادية والسياسية والعسكرية التي حصلت في معظم دول المنطقة كنتيجة لهذه الحرب. تسببت الحرب بحالة من الهلع الاقتصادي في أمريكا اللاتينية، بسبب اعتمادهم على رؤوس الأموال الاستثمارية الأوروبية التي جمّدت نشاطاتها في حينها. حاولت أمريكا اللاتينية التزام الحياد لكن الدول المتحاربة هددت حيادهم هذا. استخدمت معظم البلدان البروباغندا لضم الدول المحايدة إلى صفها، لكنّ برلين أرادت الإبقاء على حيادية أمريكا اللاتينية. وسّعت أمريكا من نفوذها في أمريكا اللاتينية، وذلك في رغبة منها في حماية قناة بنما بصورة أفضل ومقارعة نفوذ دول المحور وتحسين إنتاج المواد الداعمة لجهود الحرب. نتج عن هذا التوسع إضفاء طابع من الحداثة على البلدان المشاركة وطفرة اقتصادية كبرى لها.
من الناحية الاستراتيجية، كانت بنما هي الدولة اللاتينية الأكثر أهمية في نظر حلفاء الحرب العالمية الثانية بسبب احتوائها على قناة بنما، والتي وفرت حلقة وصل بين المحيطين الأطلسي والهادئ والذي كانت له أهمية كبرى على الصعيدين التجاري والعسكري. كانت البرازيل ذات أهمية كبرى أيضًا بسبب كونها أقرب دولة في الأمريكتين لقارة أفريقيا التي خاض فيها الحلفاء حروبًا مع الألمان والإيطاليين. بالنسبة لدول المحور، فقد استمدوا معظم دعمهم من دول المخروط الجنوبي وخاصة الأرجنتين وتشيلي، وقد استغلت دول المحور هذا الدعم قدر الإمكان من خلال التدخل في الشؤون الداخلية والقيام بعمليات للتجسس ونشر البروباغندا الخاصة بها.
تُعد البرازيل الدولة الوحيدة التي أرسلت جنودًا للمشاركة في المسرح الحربي الأوروبي، مع ذلك، فقد دخلت بعض الدول في مناوشات مع الغواصات والطرادات الألمانية في البحر الكاريبي والمنطقة الجنوبية من المحيط الأطلسي. أرسلت المكسيك سربًا من الطائرات المقاتلة مع فريقٍ مؤلفٍ من 300 متطوع إلى المحيط الهادئ، والذي عُرف باسم «السرب المقاتل 201» أو «صقر الأزتيك».
كانت المشاركة البرازيلية الفاعلة في ميدان الحرب الأوروبي أمرًا مُتكهنًا به بعد مؤتمر الدار البيضاء. التقى رئيس الولايات المتحدة الأمريكية فرانكلين روزفلت أثناء عودته من المغرب بالرئيس البرازيلي جيتوليو فارجاس في مدينة ناتال ضمن ولاية ريو غراندي دو نورتي، عُرف هذا اللقاء باسم مؤتمر نهر بوتنجي، والذي شهد تأسيس الحملة البرازيلية العسكرية التي شاركت في ميدان الحرب الأوروبي.

## التاريخ

### دور الولايات المتحدة الأمريكية
في 1940، وبعد إخباره للرئيس فرانكلين روزفلت بقلقه من تنامي النفوذ النازي في أمريكا اللاتينية، عُيّن نيلسون روكفلر المنحدر من عائلة روكفلر المشهورة في منصب منسق شؤون البلدان الأمريكية في مكتب منسق شؤون البلدان الأمريكية. كُلّف روكفلر بالإشراف على برنامج أمريكي للتعاون مع دول أمريكا اللاتينية ومساعدتهم على رفع مستوى العيش، وتحسين العلاقات مع الدول الواقعة في النصف الغربي للكرة الأرضية، والتصدي للنفوذ النازي المتنامي في المنطقة. نظّم روكفلر هذا النوع من الدبلوماسية الثقافية من خلال التعاون مع إدموند إيه. تشيستر، وهو مدير العلاقات لدول أمريكا اللاتينية في شبكة كولومبيا للبث (سي بي إس).
مثلت البروباغندا المناهضة للفاشية أبرز مشاريع الولايات المتحدة الأمريكية في أمريكا اللاتينية، وقد أُديرت من قبل مكتب روكفلر. أنفقت الملايين على البرامج الإذاعية والأفلام السينمائية على أمل الوصول لأكبر عدد ممكن من الجمهور في تلك البلدان. ولَّدت أساليب ماديسون أفينيو الإعلانية رد فعل عكسيًا في المكسيك، وخاصة في الأماكن التي قاوم فيها السكان المحليون المستنيرون النفوذ الأمريكي الجائر. بالرغم من هذا، فقد كانت المكسيك حليفًا قيّمًا في الحرب. عُقدت صفقة تقضي بانخراط 250,000 مواطنٍ مكسيكي من الذين يعيشون في الولايات المتحدة الأمريكية في القوات الأمريكية، قُتل أكثر من 1000 جندي منهم خلال العمليات الحربية. بالإضافة إلى هذه البروباغندا، فقد خُصصت مبالغ مالية طائلة من أجل دعم التنمية الاقتصادية. شكلت سياسة روزفلت بمجملها نجاحًا سياسيًا، فيما عدا الأرجنتين، التي تحملت النفوذ الألماني ورفضت الخضوع للقيادة الأمريكية حتى انتهاء الحرب عمليًا.

### الجوانب الاقتصادية
وفقًا للكاتب توماس إم. ليونارد، فقد كان للحرب العالمية الثانية وقع كبير على اقتصادات دول أمريكا اللاتينية. رفعت الكثير من البلدان أسعار صادراتها لتتمكن من دعم نفسها اقتصاديًا. بعد الهجوم الياباني على بيرل هاربر في 7 ديسمبر 1941، قطعت معظم دول أمريكا اللاتينية علاقاتها مع دول المحور أو أعلنت الحرب عليها. كنتيجة لهذا، اكتشفت معظم الدول (متضمنة جميع دول أمريكا الوسطى وجمهورية الدومينيكان والمكسيك وتشيلي والبيرو والأرجنتين وفينزويلا) أنها تعتمد الآن على الولايات المتحدة الأمريكية في تبادلاتها التجارية. شُوهت التجارة بعد ازدياد طلب الولايات المتحدة الأمريكية لأنواع محددة من المنتجات والسلع الأساسية خلال الحرب. على سبيل المثال، أرادت الولايات المتحدة الأمريكية جميع البلاتين المُنتج في كولومبيا، وجميع نحاس تشيلي، وجميع قطن البيرو. وافقت الأطراف على تحديد الأسعار، وبفارق سعري كبير، لكن فقدت هذه الدول قدرتها على التفاوض والتجارة في السوق المفتوح.
شكل النقص الحاصل في السلع الاستهلاكية بالإضافة إلى منتجات أخرى مشكلةً خلال سنين الحرب. أدى كل من زيادة الطلب الصناعي للحرب الأمريكية وشحَّة النقل البحري إلى عدم توفر العديد من السلع في أمريكا اللاتينية، ما تسبب برفع أسعار ما كان متوفرًا في السوق. كانت أسعار البنزين والمشتقات النفطية مرتفعة بالإضافة إلى صعوبة الحصول عليها. تسبب النقص الحاصل في المواد الغذائية بمشاكل في المدن. في نهاية المطاف، أدت هذه العوامل مجتمعة إلى حصول تضخم اقتصادي.
استغلت معظم دول أمريكا اللاتينية الحرب لصالحها من خلال الوقوف في صف الولايات المتحدة الأمريكية واستلام المساعدات. مع ذلك، فقد استُثنيت دولة البيرو من هذا. في البيرو، وضعت الدولة ضوابط سعرية على مختلف أنواع المنتجات، لذا لم يرتفع احتياطي النقد الأجنبي بنفس نسبة ارتفاعه في دول أمريكا اللاتينية الأخرى وخسرت رأس المال التي هي في أمس الحاجة إليه. على الرغم من موقف الأرجنتين الموالي لألمانيا وعدائها تجاه الولايات المتحدة، فقد أبلت بلاءً حسنًا من الناحية الاقتصادية وازدادت تعاملاتها التجارية بسرعة. استفادت بنما اقتصاديًا، بسبب ازدياد الحركة البحرية التجارية ومرور السلع من خلال قناة بنما.
ازدهرت صناعة المشروبات الكحولية في بورتوريكو بعد انقطاع الصلة مع الأسواق الأوروبية الموردة للكحول. استفادت دول المكسيك وفنزويلا الغنيتان بالنفط من ارتفاع أسعار النفط. استخدمت المكسيك هذه السلعة لفرض صفقة تبعًا لشروطها مع شركات نفط أمريكية وأوروبية من أجل توطين صناعة النفط لديها في عام 1938. بالإضافة إلى هذا، فقد استغل الرئيس المكسيكي حينها مانويل أفيلا كماتشو هذه الوضعية لتحسين الموقف التفاوضي للمكسيك مع الولايات المتحدة الأمريكية.

### الإعارة والاستئجار
في 22 مارس 1942، سنّت الولايات المتحدة الأمريكية قانون الإعارة والاستئجار، وهو برنامجٌ مرتكزٌ على إعطاء مواد حربية وغيرها من أشكال المساعدة الأخرى من الولايات المتحدة في مقابل تأسيس قواعد عسكرية أمريكية والمشاركة في الدفاع عن دول غرب نصف الكرة الأرضية. استلمت المملكة المتحدة والمستعمرات التابعة لها وغيرها من الدول الأوروبية معظم هذا الدعم العسكري، بسبب قربها من مناطق الفوضى الحربية. استلمت أمريكا اللاتينية ما يقارب 400 مليون دولارٍ أمريكي على هيئة معداتٍ حربية، والتي مثلت حصة صغيرة مقارنة بما أُعطي للدول الأوروبية.